# الکساندر الکساندروویچ ولکوف

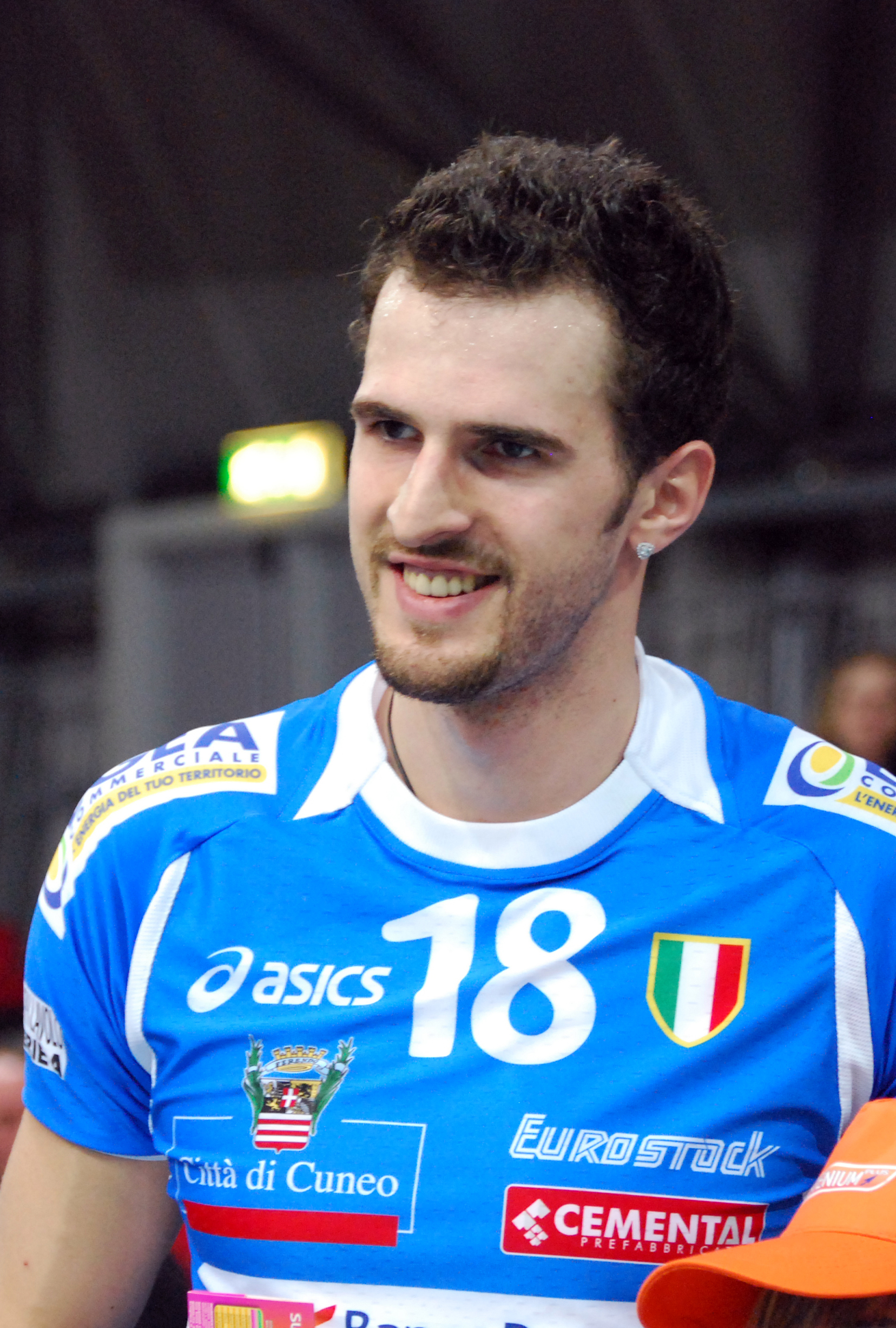
نگارهٔ الکساندر ولکوف، والیبالیست اهل روسیه - ۲۰۱۱

الکساندر ولکوف (به روسی: Александр Александрович Волков) بازیکن والیبال تیم ملی روسیه و از مدافعان برتر اروپا است.

## جوایز فردی
- ۲۰۰۷ - لیگ قهرمانان اروپا: بهترین مدافع
- ۲۰۱۰ - سوپر جام ایتالیا: MVP
- ۲۰۱۱ - یادبود هوبرت واگنر: بهترین بازیکن